# Višňová (Liberec)
Višňová (in tedesco Weigsdorf) è un comune della Repubblica Ceca facente parte del distretto di Liberec, nella regione omonima.

## Galleria d'immagini

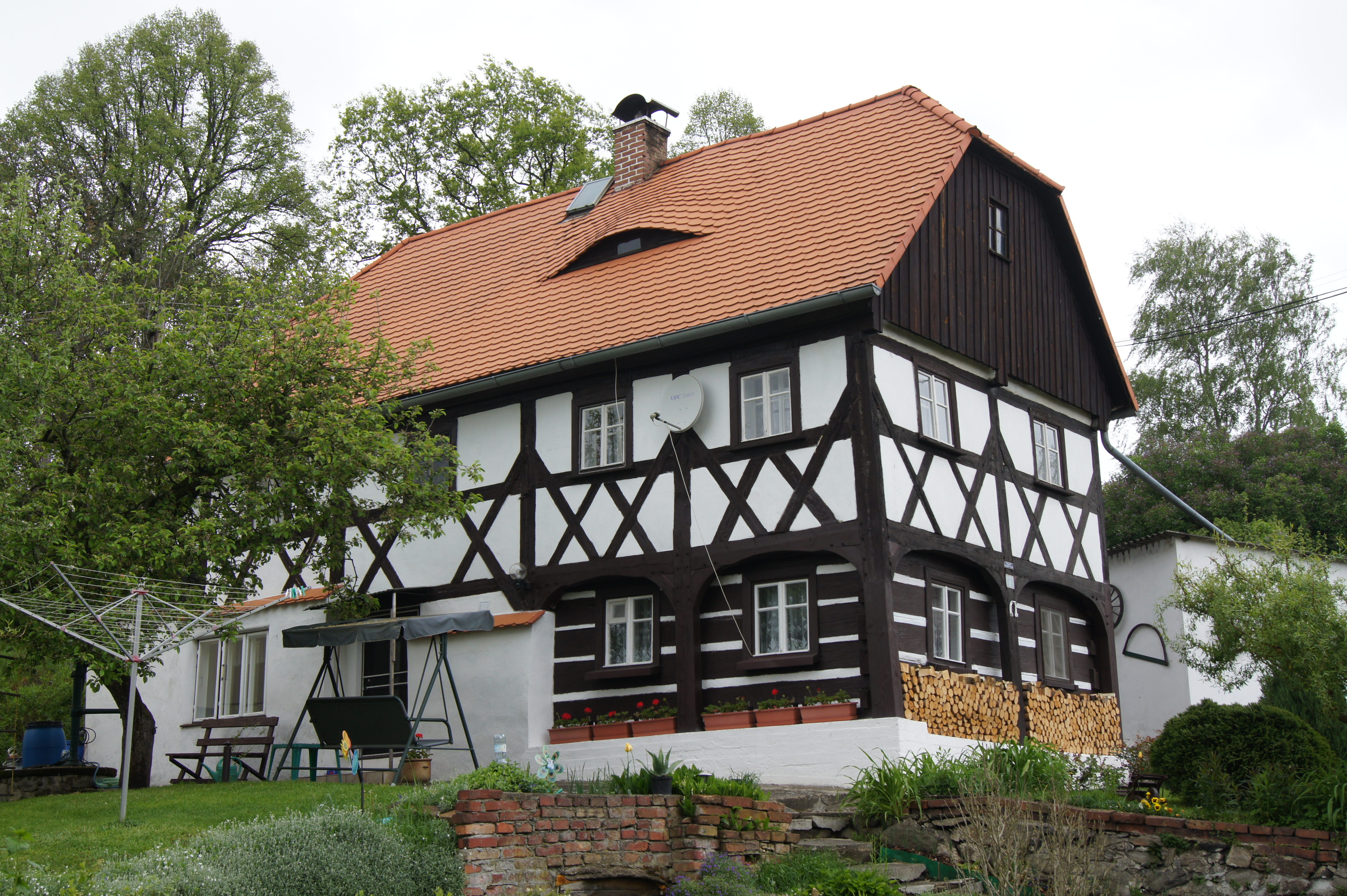
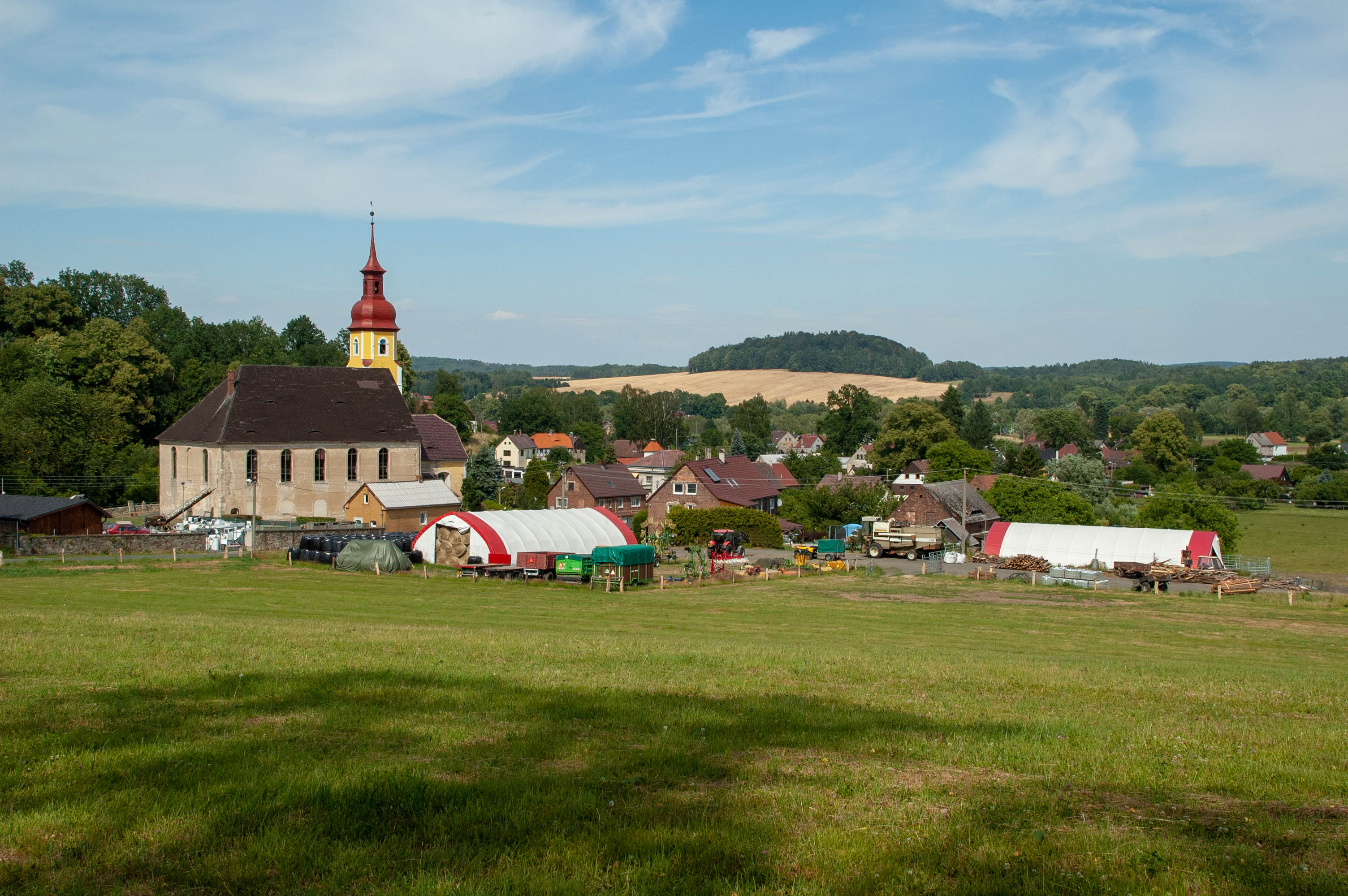
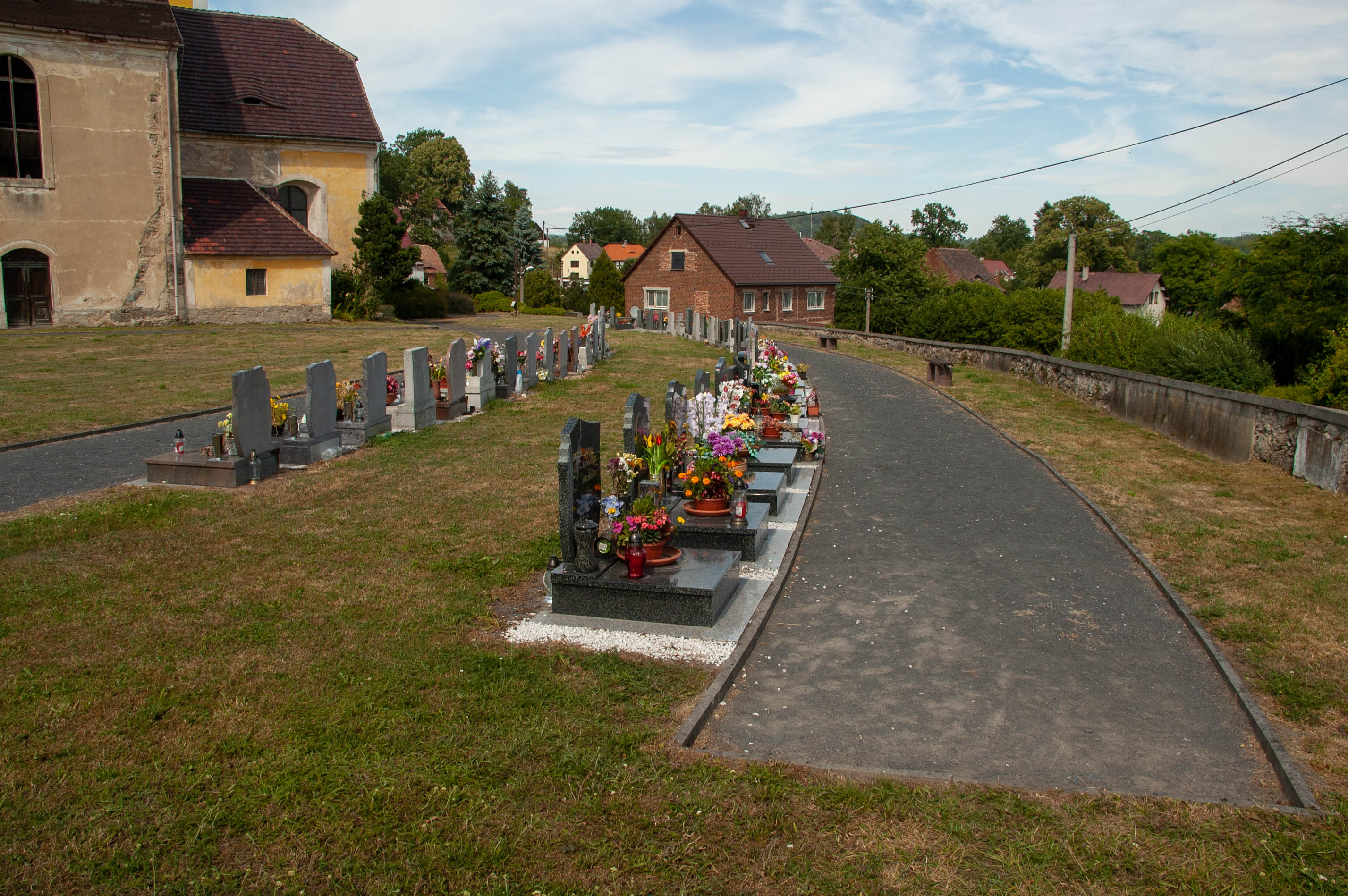